# Ableitner
Ableitner bzw. Ableithner ist ein Familienname vom Typ der Hofnamen aus dem Raum Österreich-Tirol. Der Name leitet sich ab vom mittelhochdeutschen Wort lîte für Berghang.

## Namensträger
- Balthasar Ableithner (1614–1705), deutscher Bildhauer
- Johann Ableitner (1887–1963), deutscher Kommunalpolitiker